# Vera Lethová
Vera Amatsiak Lethová, roz. Jensenová (*4. července 1958, Qullissat) je grónská pedagožka, úřednice a od roku 1997 ombudsmanka Grónského parlamentu.

## Životopis
Vera Lethová se narodila 4. července 1958 v Qullissatu v Grónsku. Do školy chodila mimo jiné v Aasiaatu a Helsingøru. Po ukončení střední školy pracovala jako asistentka pedagoga v Ilulissatu a rozhodla se stát učitelkou. V roce 1979 nastoupila do Grónského semináře, ale kombinace předmětů, které chtěla studovat, tedy grónština a angličtina, jí nebyla povolena, protože se škola domnívala, že Lethová nemá dostatečnou znalost grónštiny. Roku 1981 ukončila studium na grónském semináři a začala studovat práva na Kodaňské univerzitě, kterou roku 1988 absolvovala. Následující dva a půl roku pak Lethová pracovala v advokátní kanceláři, poté se věnovala podnikatelské legislativě.
V roce 1996 Otto Steenholdt navrhl Lethovou jako nástupkyni Emila Abelsena na pozici ombudsmana krajské rady. Krajská rada návrh jednomyslně odsouhlasila.
Na mimořádné schůzi konané 8. dubna 2013 jí parlament prodloužil působení ve funkci ombudsmanky o další čtyři roky. Později téhož roku prošetřovala příchod Carstena Franka Hansena do čela ministerstva financí a vnitra poté, co byl přehodnocen jeho vyhazov ze dvou předchozích pozic v Dánsku a jeho vztah s bývalým grónským premiérem Larsem-Emilem Johansenem.
Roku 2018 jí byla udělena zlatá medaile Nersornaat.